# Errore (ordinamento penale italiano)
Nel diritto penale italiano la summa divisio penalistica dell'errore come falsa rappresentazione vede, da un lato, l'errore sulla percezione che l'agente ha della sua condotta, dall'altro lato, l'errore in cui l'agente incorre durante la realizzazione del fatto tipico.

## Errore sui propositi
Nel diritto penale italiano, la teoria più conosciuta dell'errore sul proposito criminoso vede tale istituto al centro delle cosiddette cause di esclusione della colpevolezza. La sussistenza dell'errore sui propositi, così come qualificato dal codice penale, escluderebbe, quindi, la colpevolezza, portando così alla mancanza dell'elemento soggettivo del reato.

## Nozioni codicistiche
La parte generale del codice italiano contiene due articoli dedicati all'errore, il 5 c.p. e il 47 c.p. Da un lato: «Nessuno può invocare a propria scusa l'ignoranza della legge penale», dall'altro «L'errore sul fatto che costituisce il reato esclude la punibilità dell'agente. Nondimeno, se si tratta di errore determinato da colpa, la punibilità non è esclusa, quando il fatto è preveduto dalla legge come delitto colposo; [e al secondo capoverso:] L'errore su una legge diversa dalla legge penale esclude la punibilità, quando ha cagionato un errore sul fatto che costituisce il reato».
Il codice, apparentemente, distingue chiaramente:
- da un lato l'errore sulla legge penale, o sul precetto, concepito come non scusabile dall'art 5 c.p.;
- dall'altro l'errore sul fatto, distinto tra errore di fatto, previsto dall'art. 47 co. 1 c.p., ed errore di diritto, contemplato dall'art. 47 co. 3 c.p. (sebbene l'art. 47 sia rubricato "errore di fatto"), i quali hanno l'effetto di escludere il dolo dell'agente e dunque la punibilità, se si tratta di reati puniti esclusivamente a titolo di dolo, potendo tuttavia residuare una responsabilità colposa nel caso dei reati puniti anche a titolo di colpa.

La distinzione tra i due tipi di errore, e l'applicazione di una norma piuttosto che dell'altra, risiede nel come si qualifica l'errore nella rappresentazione ideale di chi vi ricade. In altre parole, se chi erra vuole un fatto diverso da quello costituente reato, si ha errore ex. art. 47 (scusabile); se chi erra sbaglia nella convinzione che la condotta tenuta non sia reato, si ha errore ex. art. 5 c.p. (non scusabile).
In realtà, la rigidità dell'art. 5 c.p. è stata resa meno severa da una sentenza della Corte costituzionale (Sent. C. Cost n. 364 del 1988), la quale sancisce la scusabilità dell'ignoranza della legge penale quando tale ignoranza è inevitabile o comunque incolpevole. L'errore sul Precetto dunque non è "non scusabile" in senso assoluto ma "limitatamente scusabile".

## Riflessioni
In realtà la questione è un po' più complessa, indizio di tale complessità deriva dalla locuzione relativa all'errore sulla legge extrapenale (cioè su disposizioni non facenti parte dell'ordinamento penale), rilevante solo se risolventesi in errore sul fatto. A questo punto emerge una realtà composita, perlomeno relativamente all'errore sulla legge extrapenale: esso potrebbe rilevare sul fatto, ma potrebbe, a contrariis, evidentemente, rilevare anche su un qualcos'altro, e in quest'ultimo caso, sempre a contrariis, non essere scusabile.
Detto questo, è necessario ricordare che l'applicazione di una norma giuridica passa attraverso l'operazione di sussunzione della fattispecie concreta alla fattispecie astratta. La fattispecie astratta è quella che si deriva dalla interpretazione della disposizione, la fattispecie concreta è quell'insieme di fatti, per ipotesi, ritenuti sussumibili nella fattispecie astratta.
Tenuta presente questa precisazione, è stato sostenuto che l'errore sul fatto fosse solo quello relativo all'insieme di fatti sussumibili nella fattispecie astratta, contrariamente a quello che venne definito errore sul precetto, in quanto involvente la fattispecie astratta in sé stessa.
Quindi, l'errore sulla legge extrapenale scuserebbe solo se non abbracciante alcun elemento del precetto, solo se, cioè, il legislatore penale non si sia servito direttamente della legge extrapenale per definire il comportamento punibile; nel caso invece di un errore su legge extrapenale che toccasse uno specifico elemento della norma penale astratta, il comportamento non sarebbe scusabile. Si pone il problema se la legge extrapenale debba essere considerata quale mero elemento fattuale da sussumere nella fattispecie astratta penale (errore scusabile sul fatto), ovvero elemento della fattispecie astratta stessa (errore inescusabile sul precetto). La risposta non è affatto semplice; tentando di definire un concetto, se ne propongono altri che, probabilmente, necessitano spiegazioni ulteriori: ad es. si è detto che la legge extrapenale è elemento del precetto quando è richiamata esplicitamente o implicitamente dalla norma penale. Per quanto riguarda l'avverbio esplicitamente i problemi non sono molti, ma tentando di definire il termine implicitamente si ricade in una profonda incertezza. L'unica soluzione, sembra, è quella di rifarsi alla giurisprudenza della Corte di cassazione.
Detto questo, pur tra mille incertezze si è delineato, ribaltando i fattori, che l'errore sul fatto è scusabile se determinato da legge extrapenale. Non è invece scusabile l'errore sul precetto se determinato, anch'esso, dalla legge extrapenale.
Il passo ulteriore, riguardante l'errore di fatto (ovverosia l'errore riguardante la realtà esistente in natura e stante in essa), è più semplice. Tale tipo di errore non può mai ridondare in errore sul precetto, cosicché esso è scusabile (eventualmente dando luogo a responsabilità colposa). La dimostrazione di tale assunto è ontologica: il fatto è essere, e come tale non può mai concretizzarsi in norma giuridica, che come noto, è dover-essere. Con questa nota risulta esaurita l'impostazione, sommariamente intesa, dell'art. 47 c.p..
Resta, a questo punto, da definire il ruolo del predetto art. 5 c.p.. In questa sede il legislatore si preoccupa di stabilire l'inescusabilità dell'ignoranza della legge penale. Il passo da fare è quello di applicare, anche a questa norma, la distinzione tra errore sul fatto ed errore sul precetto. Risulta quindi che vi è, razionalmente ammissibile, da un lato, un errore sulla legge penale che si risolve in un errore sul precetto penale, dall'altro un errore sulla legge penale che si risolve in un errore sul fatto (è esattamente mutatis mutandis quello che si è detto per l'errore sulla legge extrapenale). Si è sostenuto, poi, che, vuoi per interpretazione sistematica ed estensiva, vuoi per analogia in bonam partem, l'errore sulla legge penale rilevante sul fatto sia scusabile, mentre quello risolventesi in errore sul precetto sia inescusabile (quindi, propriamente, l'art. 5 c.p. si riferirebbe al generico errore sul precetto, quando determinato indifferentemente dall'errore sulla legge penale o dall'errore sulla legge extrapenale).

## Errore sul precetto
Infine, è da precisare che l'errore sulla legge penale (o meglio, quindi, sul precetto penale) è considerato inescusabile dall'art. 5 c.p., non è quindi possibile far rilevare a discarico dell'agente un errore eventualmente occorso in tale sede. C'è da dire, però che, alla luce della sentenza della Corte Costituzionale 364 del 1988, anche l'inevitabile mancata conoscenza del precetto (qualcosa di molto più sottile dell'errore) ha ottenuto una qualche tutela giuridica: si veda in tale sede in quali termini.

## Errore di esecuzione
Per comprendere il significato della falsa rappresentazione della realtà in sede d'esecuzione del reato ci si deve riferire agli istituti dei cosiddetti reato impossibile, reato putativo e aberratio.